# Izumi Kanai
Izumi Kanai (金井泉 Kanai Izumi?) es un personaje de la novela Battle Royale. En la película y el manga tiene el mismo nombre. En la película el papel de Izumi Kanai fue interpretado por Tamaki Mihara, aunque Ai Iwamura sustituyó a Mihara en alguna escena debido al cansancio.

## Antes del juego
Izumi Kanai es una de las estudiantes de la clase de tercer año del instituto Shiroiwa de la ciudad ficticia de Shiroiwa (en la prefectura de Kagawa en la novela y el manga mientras que en la película es en la prefectura de Kanagawa). Kanai es hija de un oficial de la ciudad y nació bajo el seno de una familia de bastante clase y dinero, aunque nunca cambió de forma de ser, siendo una chica humilde y simpática con todo el mundo. Fue seleccionada en una ocasión para correr la maratón del instituto, pero justo en la parte final de la maratón se cae recibiendo un fuerte golpe. En la novela, Yutaka Seto está enamorado de ella, pero ella no tiene ni idea del tema. En la novela y el manga, Kanai forma parte del grupo de amigas de Yukie Utsumi y es la mejor amiga de Mayumi Tendo.

## En el juego
En la novela, Kanai se encuentra en el extremo sur de la isla junto a Kazuo Kiriyama y otros compañeros de clase, todos del grupo de Kiriyama. En la novela, Kanai no es parte del grupo de Kiriyama y no se explica la razón por la que ella se encuentra ahí (se sobreentiende que se encontraba en el lugar más inadecuado en el momento menos indicado). En el manga japonés, ocurre lo mismo con Kanai, salvo que Kiriyama le dispara en vez de degollarla.
En la película, Kanai es una integrante más de la pandilla mientras que Kiriyama es un desconocido y el líder del grupo es Mitsuru Numai y ambos, junto con Hiroshi Kuronaga, Ryuhei Sasagawa y Sho Tsukioka, confiados por el hecho de estar armados y superarlo en número, se enfrentan a Kiriyama en un extremo de la isla ya que piensan que es un espía de Kitano. En un momento de descuido de Sasagawa, Kiriyama le quita el arma y acribilla al grupo matando a todos los varones; Kanai, malherida, suplica clemencia pero Kiriyama vuelve a disparar, asesinándola.